# Lizard Lighthouse
Lizard Lighthouse ist ein Leuchtturm in Cornwall in England, am Lizard Point an einer Steilküste am Atlantik. Der Leuchtturm leitet die Schiffe um die Halbinsel The Lizard und warnt sie vor den gefährlichen Küstengewässern. Darüber hinaus ist er eine Landmarke für Schiffe, die aus dem Ärmelkanal kommen oder hineinfahren wollen. Betrieben und gewartet wird er durch den Trinity House Lighthouse Service, die offizielle englische Behörde, die mit der Wartung von Leuchttürmen und anderen Schifffahrtszeichen beauftragt ist. Er steht unter Denkmalschutz in der Kategorie Grade II listed lighthouses seit dem 9. Oktober 1984.

## Geschichte
Der erste Turm an dieser Stelle wurde aufgrund der privaten Initiative von Sir John Killigrew im Jahre 1619 errichtet. Die Schiffe, die The Lizard passierten, sollten für die Bereitstellung des Turms bezahlen und so seine Finanzierung sichern. Das erste Gebäude hatte nur einen Turm und erzeugte sein Licht mit offenem Feuer. Das Konzept ging aber nicht auf, da die Schiffsbesitzer die Abgabe nicht leisten wollten, und so erlosch das Licht kurze Zeit später wieder. Im Anschluss wurde das von Trinity House ausgegebene Patent zurückgezogen und der erste Turm wurde zerstört, da Killigrew aus privaten Mitteln nicht für die Wartung aufkommen konnte.
Der heutige Turm wurde im Jahr 1752 nach Vorschlägen von Thomas Fonnereau (1699–1779) fertiggestellt. Am 22. August 1752 wurde mit einem Kohlefeuer gezündet und erst am 16. Januar 1812 auf Oel-Feuer umgestellt. Das neue Gebäude besteht aus zwei achteckigen Türmen, einem Gebäude dazwischen und einem weiteren vorgelagerten Gebäude, auf dem sich heute zwei große Nebelhörner befinden. Im Jahr 1771 hat Trinity House die Verwaltung übernommen, 1903 wurde der Turm elektrifiziert, dabei wurde der westliche Turm außer Betrieb genommen und die beiden dauerhaft leuchtenden Lichter wurden gegen ein Blinklicht getauscht. Im Jahr 1998 wurde der Betrieb automatisiert.
Seit über 250 Jahren ist dieser berühmte Leuchtturm ein wichtiges Navigationszeichen für Schiffe die von und nach England zur See fahren, wie z. B. die Windjammer und Flying P-Liner aus der Zeit der Frachtsegler. Aber auch Anfang und Ende so mancher Schiffskatastrophen wie z. B. die britische Bark Cromdale 1913 oder der deutsche Fünfmastschoner Adolf Vinnen 1923.
Zwischen dem Lizard Lighthouse und dem Phare du Créac’h auf der Insel Ouessant verläuft die Start-Ziel-Linie der Trophée Jules Verne, eines Preises für die schnellste Weltumsegelung.
Eine historische Postkarte zeigt den Leuchtturm Lizard Lighthouse. von Klaus Hülse.

## Besucherzentrum
Am Leuchtturm befindet sich ein im Jahr 2009 eröffnetes Besucherzentrum, in dem einige alte Maschinen und die Geschichte des Leuchtturms gezeigt werden, unter anderem die Kompressoren, die die Nebelhörner mit Druckluft versorgt hatten. Der Eintritt beträgt sechs englische Pfund. Zu erreichen ist der Turm über eine Straße aus dem etwa 1,6 Kilometer entfernten Lizard Village und über den South West Coast Path, der direkt vor dem Turm an der Steilküste entlangführt.

## Galerie

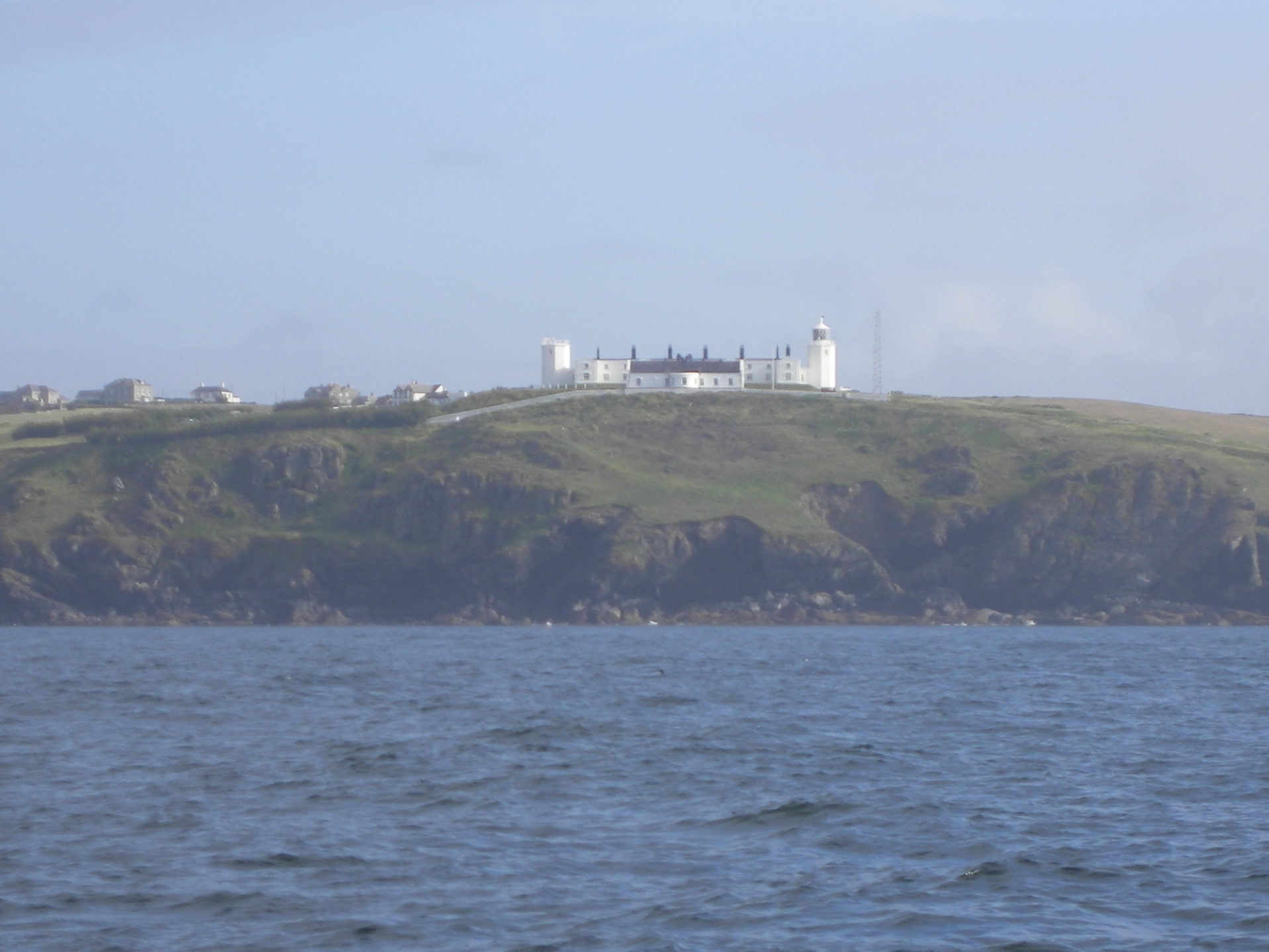
Lizard Lighthouse von See
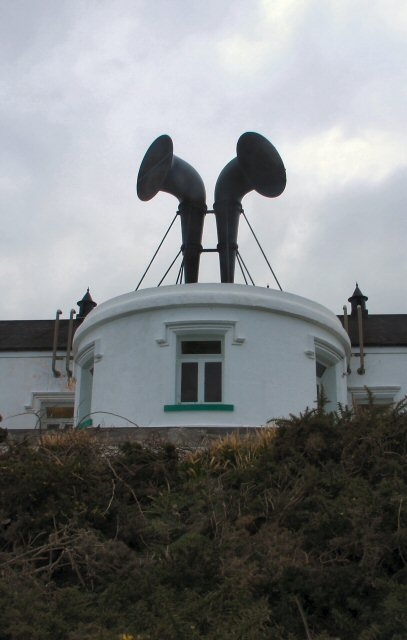
Nebelhörner auf dem mittleren Gebäudeteil
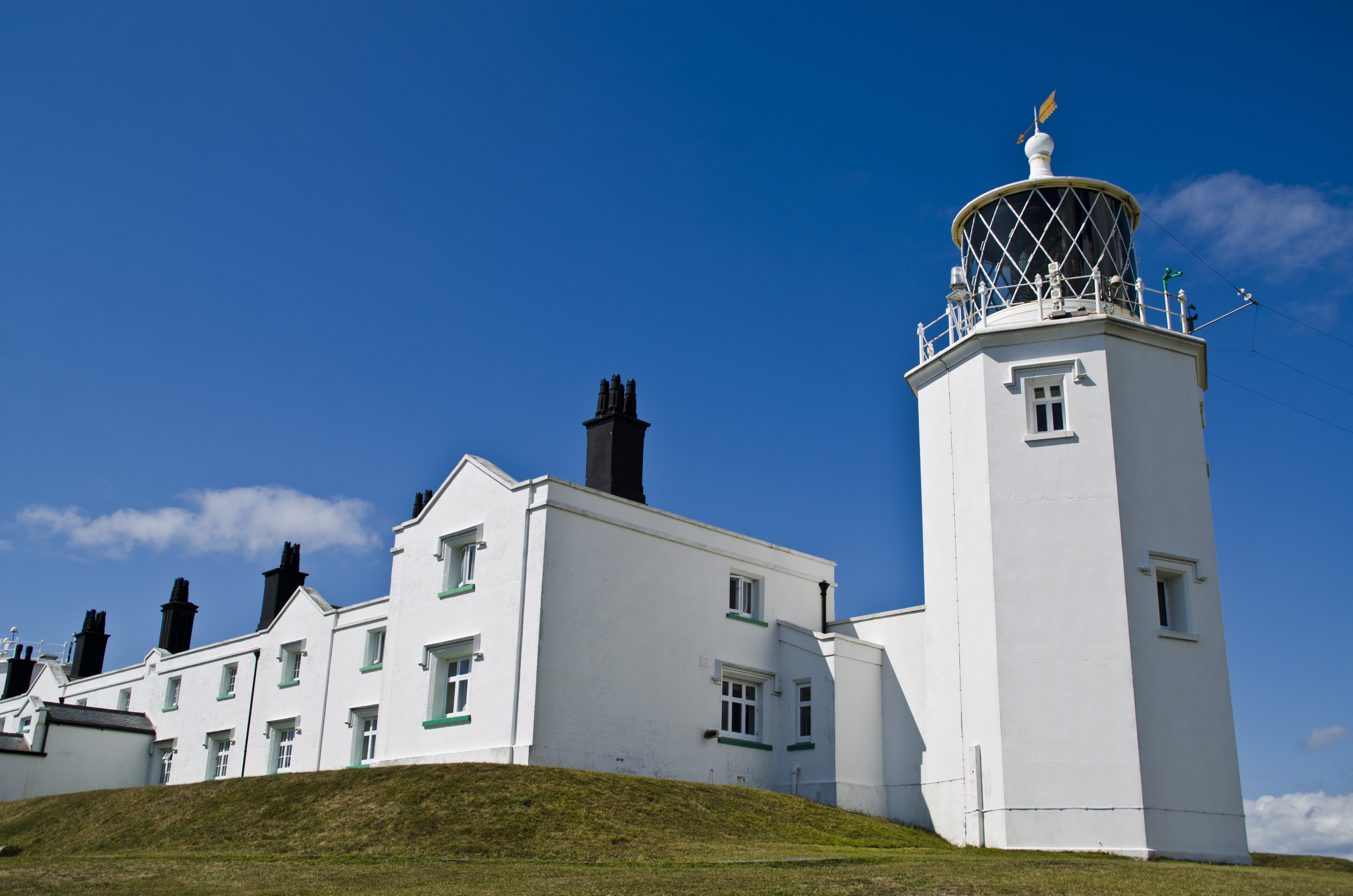
Ostturm mit Laterne